# Elachocharax
Az Elachocharax a sugarasúszójú halak (Actinopterygii) osztályába, a pontylazacalakúak (Characiformes) rendjébe a pontylazacfélék (Characidae) családjába tartozó nem.

## Rendszerezés
A nembe az alábbi 4 faj tartozik.
- Elachocharax geryi
- Elachocharax junki
- Elachocharax mitopterus
- Elachocharax pulcher